# سور الأقواس
سور الأقواس، المعروف أيضا بأقواس سلا أو سور الماء العظيم، هو سور تاريخي بمدينة سلا بالمغرب. بُني السور في العصر الموحدي ما بين سنتي 1130 و 1269م، قبل أن يتم تجديده في عهد السلطان أبي الحسن المريني سنة 1333 وكان طوله الإجمالي 14 كيلومترا.
يعتبر سور الأقواس سورا فريدا من نوعه حيث أنه ليس فقط سورا وإنما أيضا قناة مائية كانت تستعمل لنقل الماء المجلوب من عين البركة بغابة المعمورة، إذ كان يصل الماء إلى منطقة تجمّع بباب شعفة قبل أن يوزع على أرجاء المدينة عبر شبكة من القنوات تحت الأرض.

## تاريخ
بُني سور الأقواس ما بين سنتي 1130 و 1269 لجلب الماء لمدينة سلا من غابة المعمورة. في ذلك العصر، كان ذلك البناء الهندسي الفريد والمتطور «يدل على عظمة وفخامة الدولة وكمال قوتها» كما ذكر المؤرخ الناصري في كتابه «الاستقصا».
تم ترميم السور في عدة مناسبات، حيث تم إصلاحه وتوسيعه في عهد السلطان مولاي اسماعيل، بعد أن كانت قد خُرّبت الساقية التي كانت تجري فوقه. تم كذلك إصلاح قناة جلب الماء على السور ووضع لها حوض تجميع كبير بباب شعفة وزودت بمائة مصباح للإنارة العمومية تعمل بالغاز خلال بداية عهد الإستعمار الفرنسي بالمدينة ما بين 1912 و 1913.

## صور لأقواس سلا

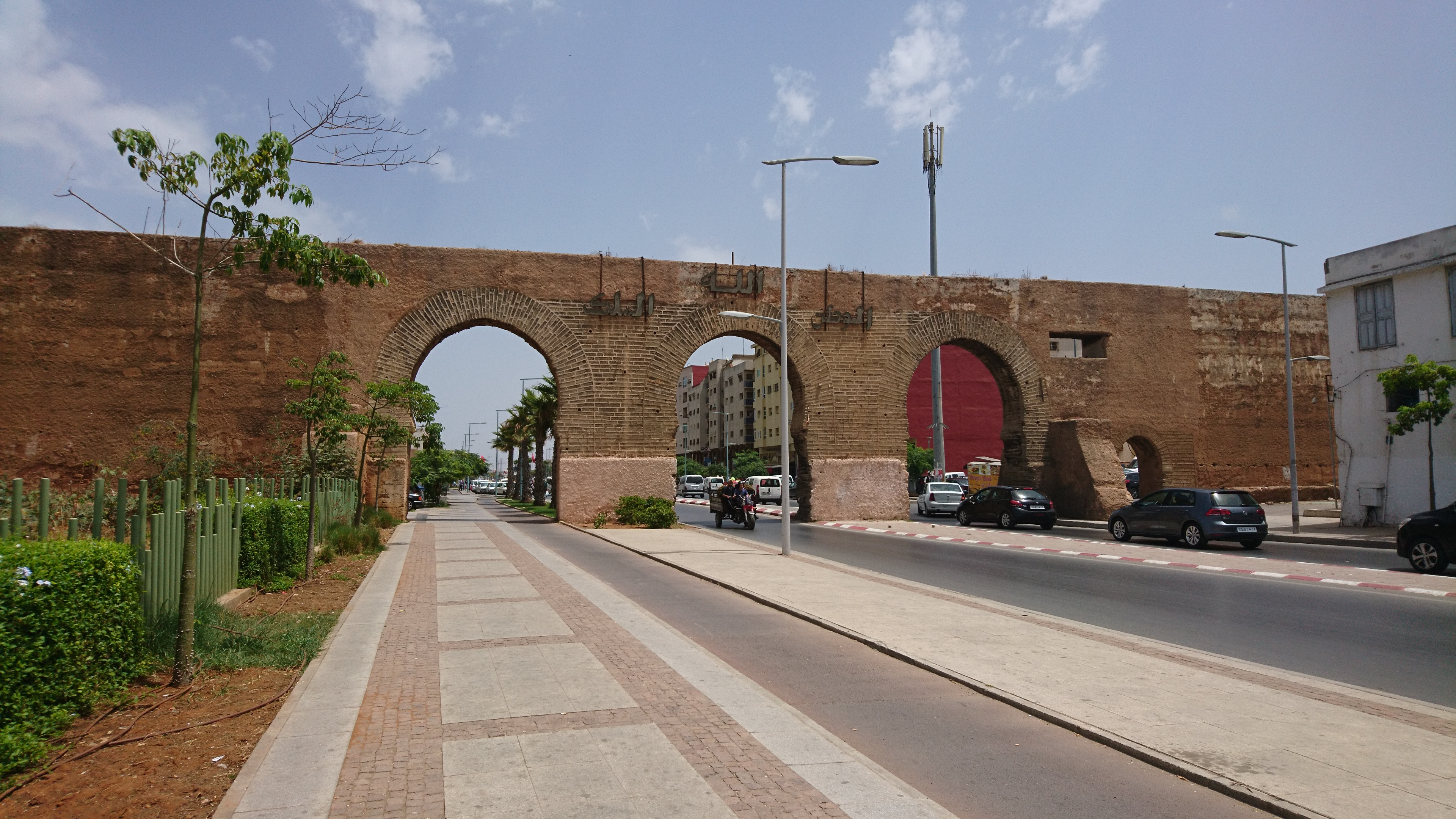
منظر على أقواس سلا
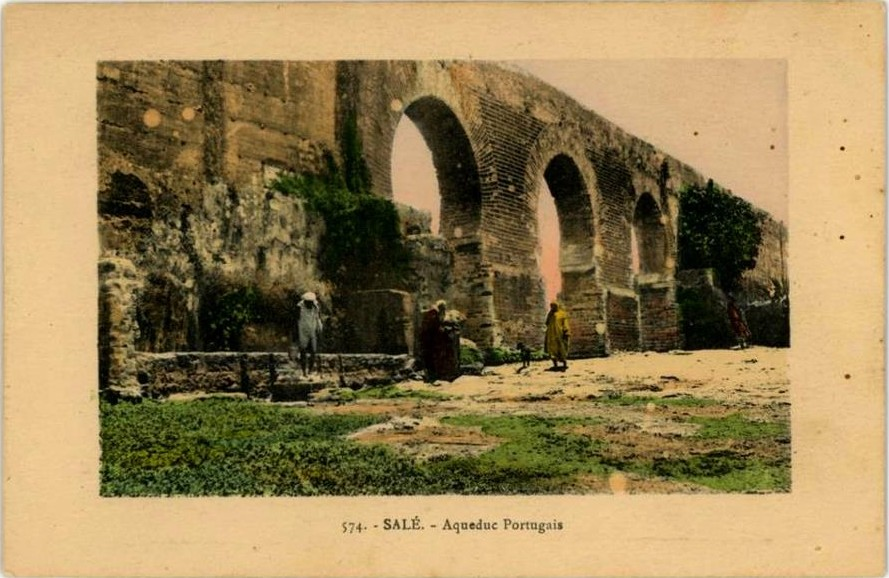
صورة قديمة لأقواس سلا قبل بناء الطريق تحتها